# Maskerkievit
De maskerkievit (Vanellus miles) is een vogel die behoort tot de familie van kieviten en plevieren (Charadriidae). Deze kievit komt voor in een groot gebied tussen de eilanden ten westen van Nieuw-Guinea tot in Nieuw-Zeeland. Het is de grootste soort uit het geslacht Vanellus.

## Herkenning
De maskerkievit is 35 tot 38 cm lang. Het is een grote, slanke kievit. Opvallend is het gele "masker", de geel gekleurde naakte huid rond het oog. Bij de ondersoort V. m. miles zit dit masker rond het oog en loopt tot de kruin. Bij de ondersoort V. m. novaehollandiae is het masker kleiner en bedekt alleen de kop tussen het oog en de snavel. Bij beide ondersoorten hangt een stukje als een gele lel omlaag. V. m. miles heeft alleen een zwarte kruin en is verder wit op hals, borst en buik. De vogel is zandkleurig grijsbruin van boven. De andere ondersoort heeft meer zwart op de kruin en verder zwart achter op de hals en het bovenstuk van de borst. Verder is V. m. novaehollandiae iets donkerder van boven. De maskerkievit vliegt als een kievit, met ronde vleugels en een krachtige vleugelslag. De vogel heeft een witte stuit en een brede zwarte eindband op de staart.

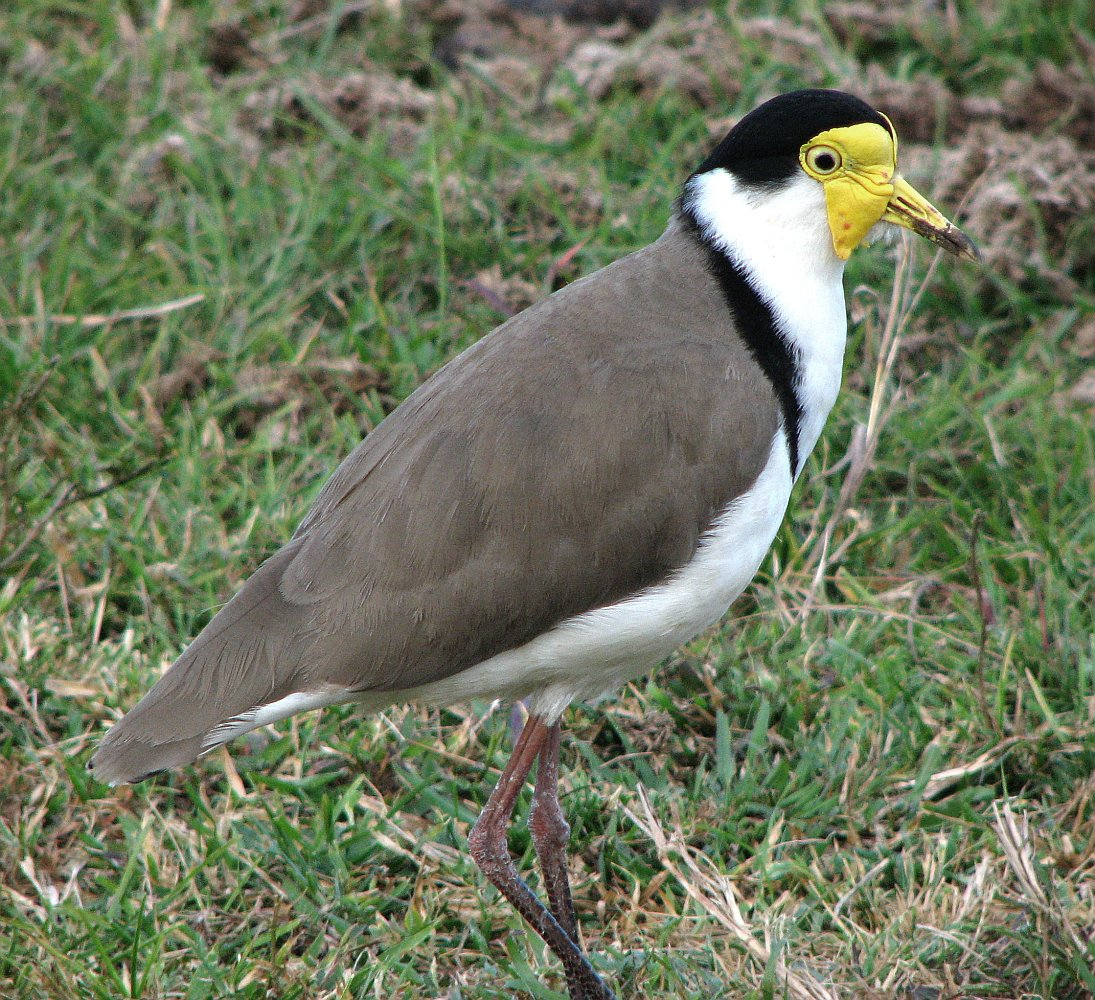
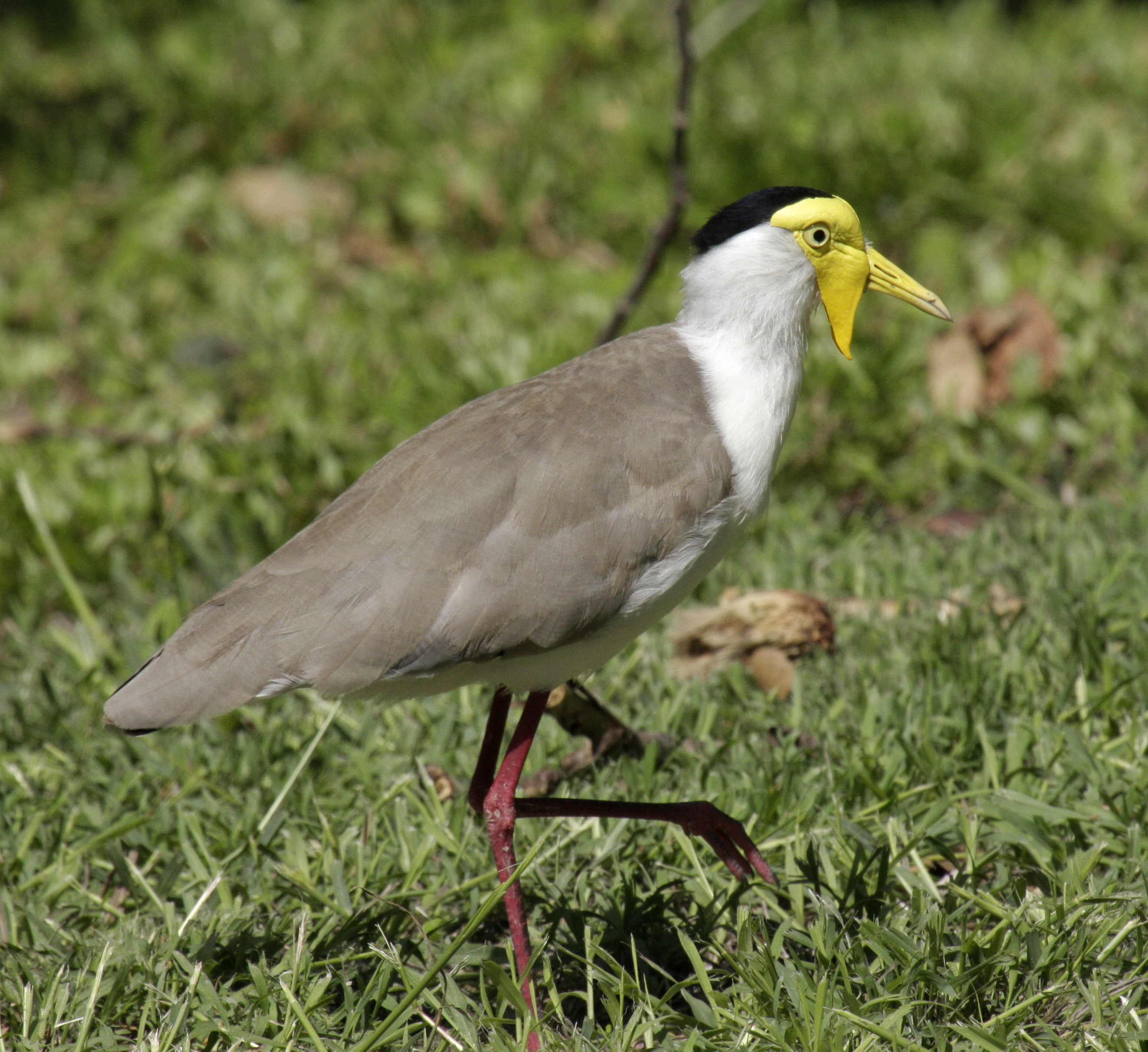
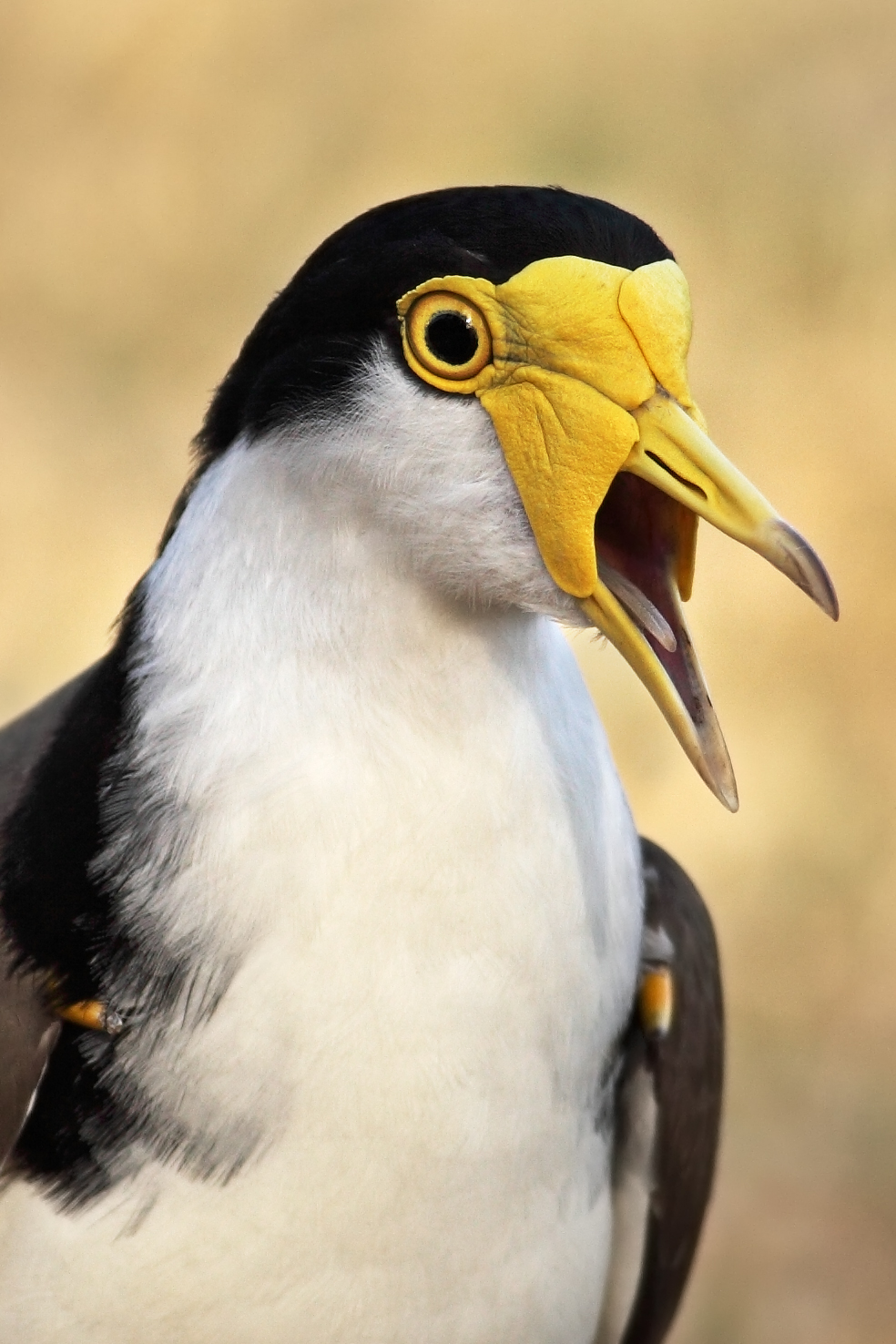
V. m. novaehollandiae (links)
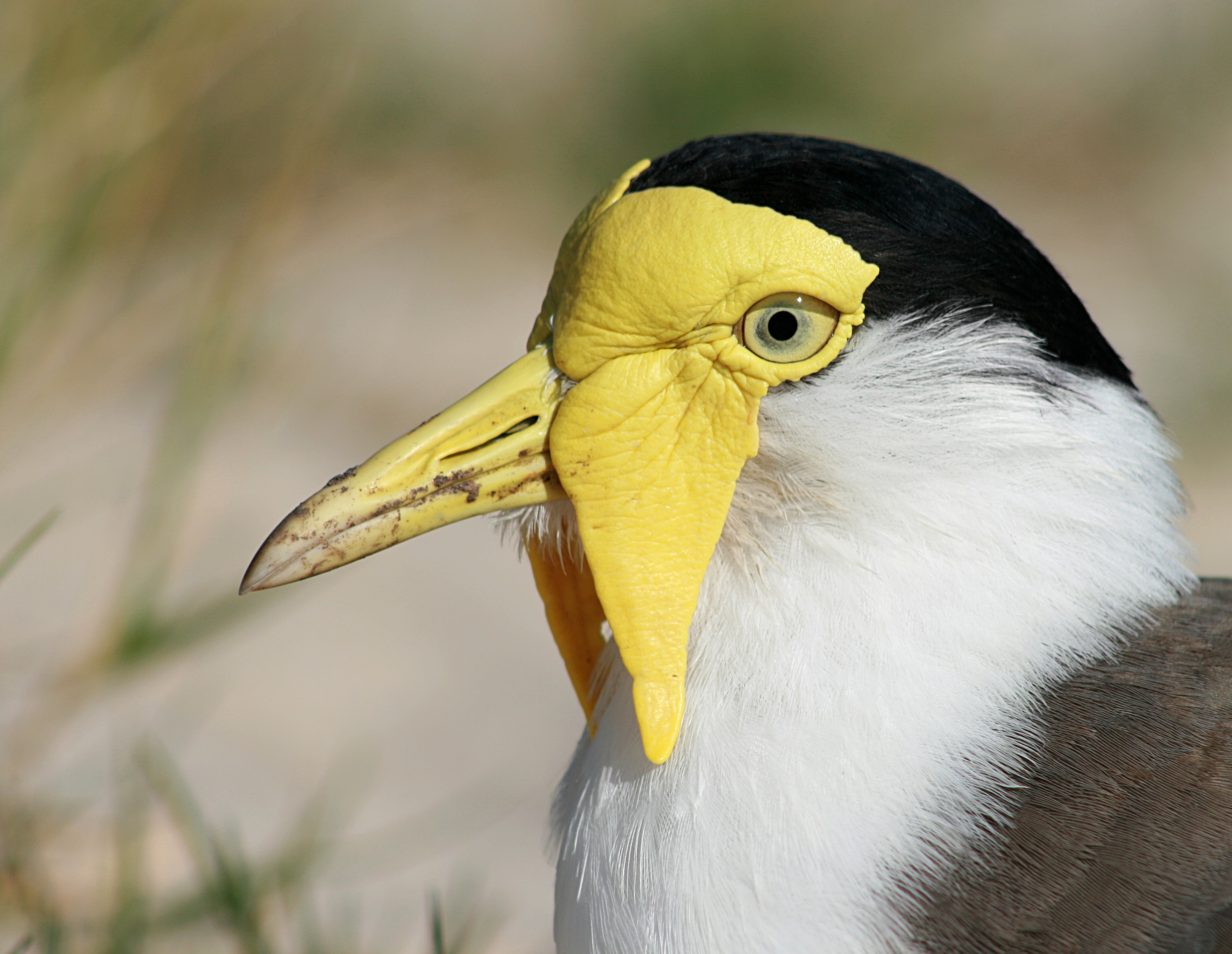
V. m. miles (rechts)

## Verspreiding en leefgebied
De twee ondersoorten hebben een verschillend verspreidingsgebied:
- V. m. miles (langs de kusten van Nieuw-Guinea, Aru-eilanden en het noorden van Australië)
- V. m. novaehollandiae (het zuiden en oosten van Australië en Nieuw-Zeeland)

In Queensland ligt een overlapzone waar beide ondersoorten met elkaar kruisen. De nakomelingen lijken dan het meest op V. m. novaehollandiae, met meer zwart op de kruin.
De maskerkievit leeft bij in op open terrein, zoals akkerland, langs moerassen, weilanden, stranden, vliegvelden, boomgaarden, gazons in tuinen, bouwrijp gemaakt stukken land en zelfs op platte daken.
De eieren, meestal zo'n 3 of 4, worden op in een kom van twijgjes, droog gras, koeienpoep en/of kiezelsteentjes gelegd en in ruim 4 weken uitgebroed.
Het voedsel van de maskerkievit bestaat voornamelijk uit diverse insecten en wormen.

## Status
De maskerkievit heeft een groot aanpassingsvermogen en neemt daarom toe. Zo heeft de vogel vanuit Australië Nieuw-Zeeland gekoloniseerd. Om deze redenen staat de maskerkievit als niet bedreigd op de Rode Lijst van de IUCN.
Literatuur: 
Sake P. Roodbergen (redactie en mede-auteur) e.a. Kieviten & Plevieren; Ljippen & Wilsters (Uitgeverij Wijdemeer, Leeuwarden 2013